# Alonso Edward
Alonso Edward  (nacido el 8 de diciembre de 1989) es un corredor panameño que se especializa en los 100 metros y 200 metros (atletismo).

## Biografía
Nació en la Ciudad de Panamá, Área Canalera de Pedro Miguel, Panamá,   tiene ascendencia jamaiquina por parte de su madre. Fue entrenado inicialmente por Cecilio Woodruff en Panamá y comenzó a ser conocido en el circuito de atletismo juvenil al ganar los 100 m en el Campeonato Juvenil Sudamericano en 2007. Con su tiempo de 10,28 segundos estableció un nuevo récord juvenil sudamericano, quebrando su propia marca personal. También asistió a los Juegos Panamericanos Juveniles, pero no clasificó. Su primera competición mundial fue durante el Campeonato Mundial Juvenil de Atletismo de 2008. Con una marca de 10,91 segundos en los 100 metros fue eliminado en la etapa preliminar.
Con miras para la temporada de atletismo de 2009, Edward viajó a los Estados Unidos y se inscribió en el Barton County Community College en Great Bend, Kansas, siendo entrenado por Matt Kane. Mejoró significativamente su marca: en el evento Texas Invitational a comienzos de mayo de 2009 corrió 9,97 segundos y rompió la barrera de los 10 segundos con una ayuda del viento por encima de los límites legales (2,3 m/s). A finales de mayo quebró dos récords nacionales, corriendo 10,09 segundos en los 100 metros y 20,34 segundos en los 200 metros en un encuentro en Hutchinson, Kansas. En junio ganó dos medallas de oro en los 100 y 200 metros en el Campeonato Sudamericano de Atletismo de 2009.
En julio quebró su propio récord nacional en los 200 metros en Rehtymno al alcanzar los veinte segundos. Desde ese momento se posicionó como el cuarto hombre más rápido del mundo previo al Campeonato Mundial de Atletismo de 2009, en la que solo Usain Bolt, Tyson Gay y Wallace Spearmon tenían mejores récords.
En los 200 metros del campeonato, Edward fue visto como un posible finalista sorpresa, y ganó su heat y su cuarto de final. En las semifinales finalizó segundo detrás de Usain Bolt y fue el tercero más rápido en la clasificación, después de Spearmon, con un tiempo de 20,22 segundos. A pesar de que Bolt ganó la final con un margen de 0,62 segundos, Edward implantó un nuevo récord sudamericano con 19,81 segundos.
Entre sus diferentes logros ha sido ganador de 3 Diamond League en la modalidad de 200 metros en los años 2014/2015/2016. Ganador también de la Copa Continental 2014 representando al Continente Americano, diferentes medallas y récords en su región.  
En Río 2016 se clasificó a la final de los 200 metros como primero en su semifinal dejando fuera a los favoritos Justin Gatlin y Yohan Blake de la final. Edward terminó en la séptima posición en la final olímpica donde Usain Bolt se llevó el oro.

## Marcas personales
| Evento                | Tiempo (seg) | Lugar                           | Fecha                 |
| --------------------- | ------------ | ------------------------------- | --------------------- |
| 100 metros            | 10,01        | Cochabamba (Cercado), Bolivia   | 6 de junio de 2018    |
| 200 metros            | 19,81        | Berlín, Alemania                | 20 de agosto de 2009  |
| 200 metros (interior) | 20,89        | College Station, Estados Unidos | 14 de febrero de 2009 |

- Información de la IAAF.

## Récord de competiciones
| Año  | Torneo                               | Lugar              | Posición | Evento | Tiempo (seg)                |
| ---- | ------------------------------------ | ------------------ | -------- | ------ | --------------------------- |
| 2007 | Campeonato Sudamericano Juvenil      | São Paulo, Brasil  | 1º       | 100 m  | 10,28                       |
| 2008 | Campeonato Mundial Juvenil           | Bydgoszcz, Polonia | 6º       | 100 m  | 10,91                       |
| 2009 | Campeonato Sudamericano              | Lima, Perú         | 1º       | 100 m  | 10,29                       |
| 2009 | Campeonato Sudamericano              | Lima, Perú         | 1º       | 200 m  | 20,45                       |
| 2009 | Campeonato Mundial                   | Berlín, Alemania   | 2º       | 200 m  | 19,81 (Récord sudamericano) |
| 2010 | Juegos Centroamericanos              | Panamá             | 1º       | 100 m  |                             |
| 2013 | Juegos Centroamericanos              | Costa Rica         | 1º       | 200 m  |                             |
| 2014 | Juegos Sudamericanos                 | Chile              | 1º       | 100 m  |                             |
| 2014 | World Continental Cup IAAF           | Marruecos          | 1º       | 200 m  |                             |
| 2014 | Diamond League                       | Circuito           | 1º       | 200 m  |                             |
| 2015 | Juegos Panamericanos Toronto.        | Toronto            | 3        | 200 m  |                             |
| 2015 | Diamond League                       | Circuito           | 1º       | 200 m  |                             |
| 2016 | Olimpiadas Río 2016                  | Brasil             | 7        | 200 m  |                             |
| 2016 | DIamond League 2016                  | Circuito           | 1º       | 200 m  |                             |
| 2018 | Juegos Sudamericanos Cochabamba      | Bolivia            | 1º       | 100 m  |                             |
| 2018 | Juegos Centroamericanos y del Caribe | Colombia           | 2        | 200 m  |                             |